# نفط خام ثقيل

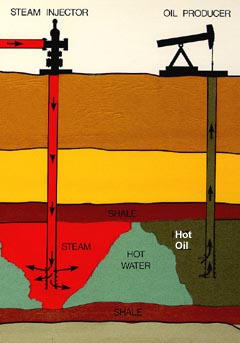
يتم حقن البخار في العديد من الحقول النفطية التي يكون فيها النفط أثقل وذو كثافة أعلى بالمقارنة مع النفط الخام العادي.

النفط الخام الثقيل هو نفط ذو كثافة مرتفعة نسبياً، بحيث تقارب كثافة الماء مما يصعّب من عملية استخراجه. وفق مقياس الكثافة النوعية حسب معهد النفط الأمريكي (API gravity) فإن النفط الثقيل له قيم أقل من 22.30.
يكون النفط الثقيل ذا لزوجة مرتفعة، ويحتوي عادةً على نسب مرتفعة من الكبريت، مما يجعل استخراجه صعباً، مما يزيد من الكلفة الاقتصادية، لذلك فهو غير مرغوب بالمقارنة مع النفط الخفيف؛ إلا أن النضوب المحتمل للنفط الخفيف أدى إلى تركيز الاهتمام على مصادر النفط الثقيل حول العالم. تقدر إجمالي احتياطيات النفط الخام الثقيل المؤكدة والقابلة للاستخلاص في العالم بنحو 434 بليونا.

## الاستخراج
أصبح إنتاج النفط الثقيل أكثر شيوعاً في العديد من البلدان وتصدرت كندا وفنزويلا إنتاجه عام 2008. ومن طرق الاستخراج هناك إنتاج النفط الثقيل البارد مع الرمل، والتصريف بواسطة الجاذبية بمساعدة البخار، وحقن البخار، واستخراج البخار، والتعدين بالحفرة المكشوفة للرواسب الرملية كثيراً والغنية بالنفط.

## الآثار البيئية
تترك أنواع الخام الثقيل آثاراً أكثر شدة على البيئة من نظيراتها الخفيفة عند النظر إلى الطرق المستعملة حالياً في الإنتاج والنقل. ونظراً لصعوبة الإنتاج فيتطلب هذا اللجوء إلى توظيف تقنيات الاستخراج المحسن للنفط ومنها تدفق البخار وتشديد تمسيف الآبار (غالباً قد يقترب من بئر واحد لكل فدَّان). كما تحمل أنواع النفط الخام الثقيل بعض الملوّثات، فمثلاً يحتوي نفط حزام أورينوكو فائق الكثافة على نسبة 4.5% كبريت، بالإضافة إلى احتوائه على الفاناديوم والنيكل. كما أن استخراج وتكرير أنواع النفط الثقيل والرمال النفطية باستعمال التقينات الحالية يؤدي إلى إصدار ثلاثة أضعاف انبعاثات ثنائي أكسيد الكربون بالمقارنة مع النفط التقليدي.
ورد في تقرير صادر عن شبكة المواد السمّية الوطنية الأسترالية (NTN) سنة 2009 بيانات منقولة عن مركز تحليل معلومات ثنائي أكسيد الكربون (CDIAC) التابع لوزارة الطاقة الأمريكية، ورابطة منتجي البترول الكندية (CAPP) تشير إلى أن انبعاثات ثنائي أكسيد الكربون الصادرة لكل وحدة طاقة كانت بنسبة 84% تقريباً من تلك الخاصة بالفحم (0.078/0.093)، وهي أعلى من انبعاثات ثنائي أكسيد الكربون الناتجة عن النفط التقليدي. وأشارت شبكة الأبحاث البيئية إلى أنه: «نظراً للطاقة المطلوبة للاستخراج والمعالجة، فإن بترول الرمال القارية النفطية الكندية له دورة حياة انبعاثية أعلى، بالمقارنة مع أنواع الوقود الأحفوري التقليدية، لتصل إلى نسبة 25% أعلى».